# هؤلاء الفتيات الفرنسيات الثلاث
هؤلاء الفتيات الفرنسيات الثلاث هو فيلم أبيض وأسود كوميدي أمريكي صدر عام 1930 من إخراج هاري بومونت وبطولة فيفي دورسيه وريجنالد ديني وكليف إدواردز. كتب الحوار بي جي وودهاوس. تدور أحدث أثناء قضاء إجازته في بلدة فرنسية صغيرة، يلتقي رجل إنجليزي بثلاث فتيات فرنسيات ورجلين أمريكيين.

## الممثلون
- فيفي دورسي في دور شارمين.
- ريجينالد ديني في دور لاري وينثروب
- كليف إدواردز في دور أولي أوين
- يولا دافريل في دور ديان
- ساندرا رافيل في دور مادلين
- جورج جروسميث الابن في دور إيرل إيبلتون
- إدوارد بروفي في دور يانك دوجان
- بيتر جوثورن في دور باركر - كبير الخدم

## روابط خارجية
- هؤلاء الفتيات الفرنسيات الثلاث  في قاعدة بيانات الأفلام على الإنترنت (بالإنجليزية)
- هؤلاء الفتيات الفرنسيات الثلاث على موقع أول موفي.
- هؤلاء الفتيات الفرنسيات الثلاث في قاعدة بيانات تيرنر كلاسيك موفيز للأفلام.
- هؤلاء الفتيات الفرنسيات الثلاث على فهرس معهد الفيلم الأمريكي